# Nicolas Born

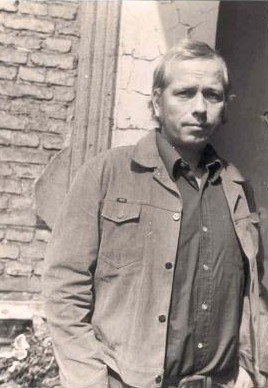
Nicolas Born in Berlin-Friedenau, ca. 1972

Nicolas Born (* 31. Dezember 1937 in Duisburg; † 7. Dezember 1979 in Breese in der Marsch bei Dannenberg im Landkreis Lüchow-Dannenberg; eigentlich Klaus Jürgen Born) war ein deutscher Schriftsteller.

## Leben
Born wuchs am Niederrhein in Praest nahe Emmerich und in Essen auf, wo er zunächst eine Lehre als Chemigraf machte. Nach ersten Veröffentlichungen in Zeitungen und Zeitschriften wurde er mit Unterstützung Ernst Meisters 1964/1965 ins Literarische Colloquium geladen, wo er unter anderem an dem Gemeinschaftsroman Das Gästehaus mitschrieb und für Zeitungen Literatur rezensierte. Im sogenannten Lehrgang Prosaschreiben von Walter Höllerer und Hans Werner Richter wollten sich junge, bisher unbekannte Autoren wie etwa Hans Christoph Buch, Hermann Peter Piwitt und Peter Bichsel vor allem von der chiffrierten, metaphernreichen Sprache der 1950er Jahre abwenden.
Born veröffentlichte 1965 mit Der Zweite Tag seinen ersten Roman bei Kiepenheuer & Witsch. 1967 erschien der erste Gedichtband Marktlage. Er nahm am International Writing Program (IWP) der University of Iowa teil und kehrte nach dem Erscheinen seines zweiten Gedichtbandes Wo mir der Kopf steht mit neuen Einflüssen der Pop- und Beatlyrik aus Amerika zurück. 1972 erschien bei Rowohlt sein bekanntester Gedichtband Das Auge des Entdeckers, in dem er dem „Wahnsystem Realität“ utopische Glücksmomente gegenüberstellt.
Nach seinem Rückzug in das niedersächsische Wendland, wo er sich gegen ein geplantes atomares Endlager und eine Wiederaufarbeitungsanlage engagierte, schrieb Born den Roman Die erdabgewandte Seite der Geschichte, der von der Kritik weitgehend als „Ereignis“ begrüßt wurde. 1979 wurde bei Born Lungenkrebs diagnostiziert, dem er am 7. Dezember 1979 erlag.
Borns bekanntester Roman Die Fälschung, der kurz vor seinem Tod erschien, wurde 1981 von Volker Schlöndorff verfilmt. 25 Jahre nach Borns frühem Tod gab seine Tochter Katharina Born im Herbst 2004 die Gedichte aus dem Nachlass im Wallstein Verlag neu heraus, die in der von der Mainzer Akademie der Wissenschaften und der Literatur herausgegebenen Mainzer Reihe, N.F. erschienen. Der Band gelangte umgehend auf Platz 1 der SWR-Bestenliste. Im Folgejahr wurde der Band als interessanteste Neuerscheinung im Bereich der Lyrik mit dem Peter-Huchel-Preis ausgezeichnet.
Im Juni 2007 ist ebenfalls in der Mainzer Reihe, N.F. im Wallstein Verlag die Ausgabe der Briefe Nicolas Borns erschienen. Sie enthält neben einzelnen Briefen an Günter Grass, Uwe Johnson, Rolf Dieter Brinkmann, Ernst Meister, Alfred Kolleritsch und Dieter Wellershoff auch den bereits in der Literaturzeitschrift Schreibheft erschienenen Briefwechsel mit Peter Handke, den Briefwechsel mit Günter Kunert, Hermann Peter Piwitt, Jürgen Theobaldy und Friedrich Christian Delius. Herausgeberin ist wieder Borns jüngste Tochter Katharina Born, die sich im Namen der Erbengemeinschaft um die Pflege des Nachlasses des Autors kümmert.
Borns Romane und Lyrik wurden der Kölner Schule, der Naturlyrik und der Neuen Innerlichkeit zugeordnet. Durch den ganz eigenen Ton und die starke Entwicklung entzieht sich das Werk aber letztlich jeder Einordnung.

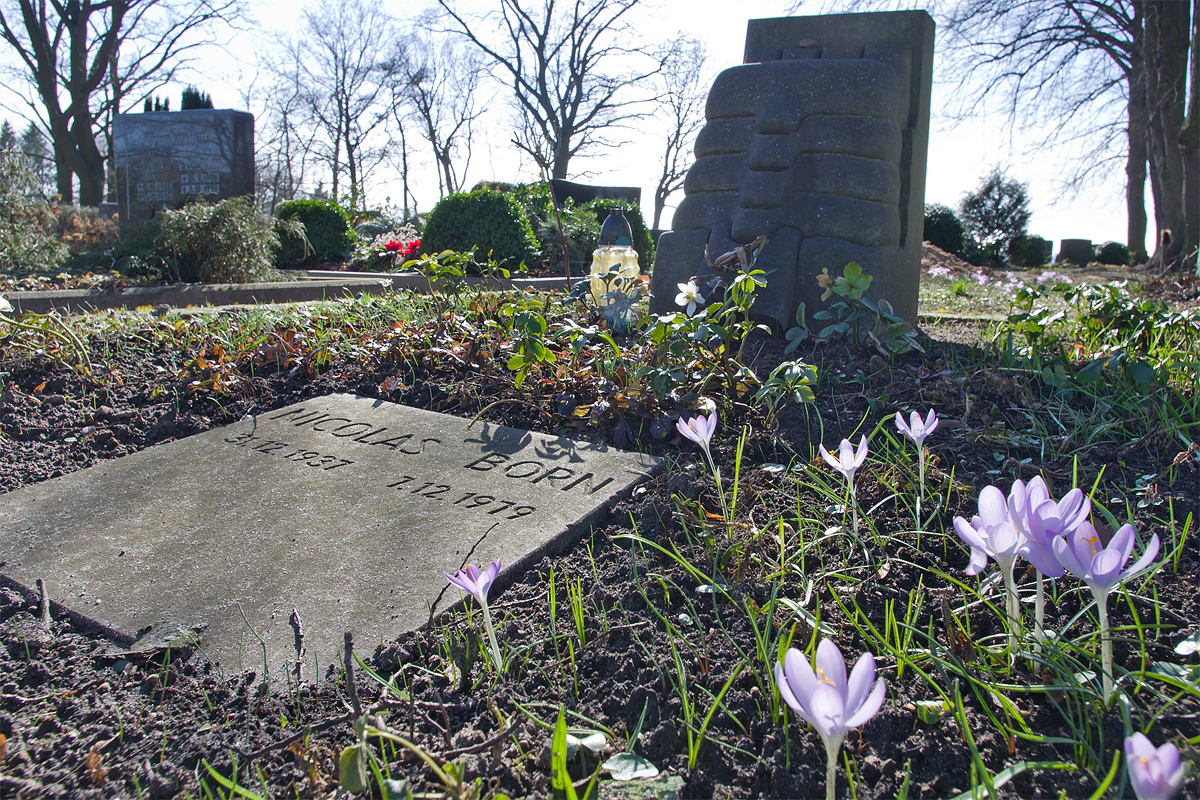
Grabstätte in Damnatz

Axel Kahrs legte 1999 zusammen mit Christiane Beyer das Gedenkbuch Der Landvermesser vor, mit dem an den zwanzigsten Todestag des Autors erinnert wurde. Die von Kahrs maßgeblich geleitete „Nicolas-Born-Stiftung“ fördert im wendländischen Schreyahn Literatur und Literaturwissenschaft. Zum Gedächtnis an Nicolas Born wurden zwei Nicolas Born-Preise gestiftet. Sein Grab befindet sich in Damnatz (Landkreis Lüchow-Dannenberg). Auf ihm steht eine Skulptur des Bildhauers Klaus Müller-Klug. Der Nachlass ist im Archiv der Akademie der Künste, Berlin, zugänglich. In Dannenberg (Elbe) gibt es eine Nicolas-Born-Schule (Oberschule, Sekundarschule) und eine Nicolas-Born-Bibliothek, die einen weiteren Standort in Hitzacker (Elbe) hat.

## Ehrungen und Auszeichnungen
- 1964: Stipendium „Prosaschreiben“ des Literarischen Colloquiums Berlin
- 1965: Förderpreis des Landes Nordrhein-Westfalen für Literatur
- 1969/1970: Fellow des International Writing Program der University of Iowa City, USA
- Mehrfach Stipendiat des Senats der Berliner Künste
- 1972: Förderstipendium des Kunstpreises Berlin
- 1972/1973: Aufenthalt in der Villa Massimo in Rom
- 1977: Bremer Literaturpreis
- 1978/1979: Stadtschreiber von Bergen-Enkheim
- 1979: Rainer-Maria-Rilke-Preis für Lyrik
- 2005: Peter-Huchel-Preis (posthum)
- 2007: Literaturpreis Ruhr (posthum)

Born war Mitglied des Deutschen P.E.N.-Zentrums, der Akademie der Wissenschaften und der Literatur in Mainz (die das Erscheinen des Gedichtbandes von 2004 und des Briefbandes von 2007 maßgeblich mitgefördert hat), der Deutschen Akademie für Sprache und Dichtung in Darmstadt und ab 1975 Mitglied der Jury des Petrarca-Preises.

## Zitate
„Ich gebe zu, daß ich schöne Gedichte schreiben wollte, und einige sind zu meiner größten Überraschung schön geworden.“

„Literatur hat die Realität mit Hilfe von Gegenbildern, von Utopien erst einmal als die gräßliche Bescherung sichtbar zu machen, die sie tatsächlich ist“

„Also, ich schreibe das auch, könnte es aber nie so schreiben, wie es war und ist, sondern muß gewalttätige Änderungen, Umstellungen vornehmen und es mit Erfindungen durchsetzen, so daß ich glauben kann, das Geschriebene habe nicht mehr mit dem Erfahrenen zu tun. Ich habe nicht etwa zu Dir gesagt, es ginge mir schlecht; es geht mir gar nicht schlecht. Heimlich genieße ich auch diese Erfahrung, weil sie mich auf eine diffuse, betäubende Art verändert, die nicht so unangenehm ist.“

„Ich werde immer nervöser, weil mir kein Neuanfang so recht gelingen will. Vielleicht fehlt auch nur die Kraft, tief genug hinunter zu gehen und an den eigenen Fundamenten zu rütteln. Ansonsten versuche ich immer weiter, mich aller Grundeinverständnisse zu entledigen. Ich habe wirklich das deutliche Gefühl, daß, bevor etwas neu losgehen kann, erst mal kein Stein mehr auf dem anderen stehen darf, weil das alles eine derartige Ruhe und Selbst-Verständlichkeit hat bis tief in die Sprache hinein, daß ich sofort ein Gefühl der Vergeblichkeit habe, derart, daß mir davon schlecht werden kann.“

„Wir müssen nicht nur ärmer werden, wir müssen ärmer werden wollen. Die Not muß auch umverteilt werden, damit jeder weiß, was Notwendigkeit ist, denn jeglicher Sinn, den wir in unserem Leben kennen, kommt aus der Erfahrung der Not…“

## Werke
- Der zweite Tag. Roman. Kiepenheuer & Witsch, Köln 1965.
- Marktlage. Gedichte. Kiepenheuer & Witsch, Köln 1967.
- Wo mir der Kopf steht. Gedichte. Kiepenheuer & Witsch, Köln 1970.
- Das Auge des Entdeckers. Gedichte, mit Zeichnungen von Dieter Masuhr. Rowohlt, Reinbek 1972.
- Oton und Iton. Abenteuer in der vierten Dimension. Kinderbuch mit Zeichnungen von Dieter Masuhr. Rowohlt, Reinbek 1973.
- mit Friedrich Christian Delius und Volker von Törne: Rezepte für Friedenszeiten. Aufbau.  Berlin/Weimar 1973.
- Die erdabgewandte Seite der Geschichte. Roman. Rowohlt, Reinbek 1976, ISBN 3-499-14370-4.
- Gedichte 1967–1978. Rowohlt, Reinbek 1978.
- Die Fälschung. Roman. Rowohlt, Reinbek 1979, ISBN 3-499-15291-6.
- Die Welt der Maschine. Aufsätze und Reden, hrsg. von Rolf Haufs. Rowohlt, Reinbek 1980, ISBN 3-498-00462-X.
- Nicolas Born. Poesiealbum 167. Verlag Neues Leben,  Berlin (Ost) 1981.
- Täterskizzen. Erzählungen. Rowohlt, Reinbek 1982, ISBN 3-498-00481-6.
- Ein Lied das jeder kennt. Gedichte. Berlin (Ost): Verlag Volk und Welt, 1989. ISBN 3-353-00533-1.
- Gedichte. Hrsg. von Peter Handke. Suhrkamp, Frankfurt a. M. 1990, ISBN 3-518-22042-X.
- Gedichte. Kritische Ausgabe, hrsg. von Katharina Born. Wallstein, Göttingen 2004, ISBN 3-89244-824-8.
- Briefe 1959–1979. Kritische Ausgabe, hrsg. von Katharina Born. Wallstein, Göttingen 2007, ISBN 978-3-8353-0106-1.
- Selbstbildnis (1967)

### Als Übersetzer
- Wong May: Wannsee-Gedichte. Aus dem Englischen von Nicolas Born. LCB-Editionen, Berlin 1975.
- Kenneth Koch: Vielen Dank. Gedichte und Spiele. Deutsch von Nicolas Born. Rowohlt, Reinbek 1976.

### Als Herausgeber
- Rowohlt Literaturmagazin 3: Die Phantasie an die Macht – Literatur als Utopie (1975)
- Rowohlt Literaturmagazin 6: Die Literatur und die Wissenschaften (1976; zusammen mit Heinz Schlaffer)
- Rowohlt Literaturmagazin 7: Nachkriegsliteratur (1977; zusammen mit Jürgen Manthey)
- Rowohlt Literaturmagazin 8: Die Sprache des großen Bruders (1977; zusammen mit Jürgen Manthey)
- Rowohlt Literaturmagazin 9: Der neue Irrationalismus (1978; zusammen mit Jürgen Manthey und Delf Schmidt)
- Rowohlt Literaturmagazin 10: Vorbilder (1979; zusammen mit Jürgen Manthey und Delf Schmidt)
- Rowohlt Literaturmagazin 11: Schreiben oder Literatur (1979; zusammen mit Jürgen Manthey und Delf Schmidt)
- Rowohlt Literaturmagazin 12, Sonderband: Nietzsche (1980; zusammen mit Jürgen Manthey und Delf Schmidt)